# Електронна промишленост
Електронна промишленост е промишленост за производство на електронни компоненти и изделия от тях.
Електронната промишленост е рожба на научно-техническата революция, а ролята на научния потенциал на страните и фирмите в разработката на нови (инновационни) видове и типове от нейната продукция и за създаването на усъвършенствани технологии за производство е изключително голяма.
Електронната промишленост е най-наукоемкият отрасъл на съвременното машиностроене, общо до 2/3 от цялата продукция на електронната промишленост всъщност е най-сложна наукоемка техника. Това обстоятелство предопределя тясното сътрудничество между научноизследователските организации и производствените предприятия. В условията на пазарна конкуренция се налага рязко да се съкрати цикълът от време между разработването на изделието и неговото пускане в производство. Това успешно се осъществява в технополисите (от типа на прочутата Силициева долина в САЩ). В тях практически няма териториално разделение (а значи, и разделение във времето) между научните изследвания и производството, като с това се постига висока икономическа ефективност на целия цикъл – от момента на поява на нова идея до масовото производство на продукцията.

## История
Развитието на електротехниката започва още от ΧΙΧ век и води до изобретяването на грамофона, радиото и телевизията. До средата на ΧΧ век за електронните устройства се използват електрически схеми с електронни лампи, след което с откриването на транзистора постепенно биват изместени от полупроводникови компоненти.
От средата на ΧΧ век насам електронната промишленост, основана на технологията на микроелектрониката, постепенно заема водещи позиции в машиностроенето на отделни страни. Това се отнася главно за редица нови индустриални страни от Азия (Сингапур, Република Корея и др., също Китай), където тя става отрасъл с държавна специализация. В някои от тези страни на електронната промишленост се пада над половината от стойността на цялата индустриална продукция. В страните с развито машиностроене производството на електроника измества много традиционни отрасли на машиностроенето и относителната му част е много висока: според редица оценки, в САЩ тя достига 46%, а в Япония – 40%.
През периода 1984 – 1991 г. начело са японските транснационални компании, сред които NEC, Toshiba и Hitachi, контролиращи 1/4 от световния пазар на всички видове полупроводници. Частта на следващите ги американски Intel и Motorola е два пъти по-малка – 1/8. През 1993 г. обаче Intel успява да премине от четвърто на първо място, а Motorola – на трето, измествайки японските компании.
В съвремието структурата на световната електронна промишленост ясно отразява главните изменения в състава на нейното производство, настъпили за 40 години бурно развитие.
Най-голяма част (до 45% от общия обем на отрасловата продукция в стойностно изражение) се пада на различни видове изчислителна техника – от калкулатори до суперкомпютри, използвани в производството, във военно и в друго оборудване.
Значителен е относителния дял на комплектуващите изделия, особено на микросхемите и на други компоненти – 20%. Около 5 – 8% е частта на телекомуникационно оборудване и примерно 10 % – на цялата масова битова електронна апаратура. До 15% се пада на различни видове медицинско, научно и друго електронно оборудване.

## Производство
Структурата на съвременната електронна промишленост се определя от производството на две големи групи изделия:
- компоненти, т.е. комплектуващи детайли, широко използвани във всички видове електронна апаратура и оборудване (вж. Полупроводникова промишленост);
- крайна, завършваща продукция на отрасъла, предназначена за най-разнообразни потребители.

Всяка от групите включва както много сложна, скъпа продукция, така и сравнително проста и евтина, и това обстоятелство оказва силно влияние върху разпределението ѝ по света и в отделните страни.